# 品田山
品田山為臺灣雪山山脈主脊上的著名高山，標高3,524公尺，國土測繪中心最新圖資3,528公尺，台灣百岳排名24，「十峻」之一，武陵四秀之首，位於臺中市和平區平等里與新竹縣尖石鄉玉峰村之間，雪霸國家公園東部。品田山位在雪山山脈北側主脊北東稜上，東側連接池有山、桃山、詩崙山、喀拉業山等武陵四秀的其他高山，西側連接布秀蘭山接上大霸尖山到雪山的聖稜線。而台灣三大河川淡水河亦發源於此山，是北側淡水河與南側大甲溪之分水嶺。山頭巨大的岩脈縐褶露頭是品田山最大的特色，在天候良好的情況下，品田山稜線上即可清楚北望桃園都會區與大屯山一帶、東瞰蘭陽平原及龜山島，在山頂上可南眺玉山甚至關山（位於高雄市），視野開廣遼闊。

## 名稱
品田山是位在往北遷徙的泰雅族先祖行進路線上的重要山峰，由原居地北港溪上游（Llyung Bnaqiy）越過分水嶺合歡山稜線進入大甲溪流域（Llyung Tmali），上溯抵達思源埡口（Quri Sqabu），在此再分支。由率領的一支往東北遷徙，散布到蘭陽溪流域（Llyung Mnibu）稱為溪頭群。另由武塔（Kbuta）率領的一支登上羅葉尾山稜線，經過桃山、品田山，抵達大霸尖山（Papak Waqa），由此分支再往大漢溪、大安溪流域遷徙，分布至台北、桃園、新竹、苗栗等地。傳說泰雅先祖在新達池（bsilung smta）擊退原居於北面塔克金溪流域的賽夏族，使此區成為泰雅族傳統獵場。:186
品田山在溪頭群匹亞南部落（今漢名南山村）的四個傳統共同獵場之一範圍內，族人稱為，:49-53,112-114音譯為波秦西崙山，意為「最後的水池」；志佳陽群稱為、；:39品田山也為新竹方面的馬里光（Mrqwang）、基那吉（Mknazi）流域群泰雅族傳統領域南側的邊界，日治早期記錄品田山也稱，:122頁註釋:78可能為新竹方面泰雅對品田山的稱呼:410。品田山與池有山間的水池草原，有之稱；最大的水池稱為，意為獵人追捕獵物的池塘，暗指此地常有鹿出沒，今則音譯為新達池；品田山前的品田池，稱為。:152:185
日治時以日文漢字「（ shinada）」日語讀音與泰雅語相近轉譯，日語意為眾多山中水池（日本本州東北為山中濕地，日語為眾多）。:186-195:上冊53-56

## 路線
日治時攀登品田山，首先是由竹東方面霞喀羅群領域進入，經檜山、境界山、伊澤山西北稜登上大霸尖山，再向南縱走聖稜線，由三叉點布秀蘭山往東原路來回。另外也可從宜蘭方面匹亞南社（今漢名南山村）上登，往西登上佐得寒山、塔雅府山稜線，接上雪山山脈主稜，接著往西縱走主稜詩崙山、桃山、池有山前往。鹿野忠雄自1926年起曾多次前往雪山山區調查冰河地形，1933年9月的調查，即是循此路線經過登頂品田山。:613也可抵達匹亞南鞍部（今漢名思源埡口）後，往西北登上羅葉尾山稜線，再往北接上雪山山脈主稜，循原泰雅族遷徙路線前往。另也有往西翻過羅葉尾山稜線，下到七家灣溪溪底，再從池有山南稜往北登上主稜前往。1936年，神戶商業大學登山部前來台灣冰雪攀，4月冰雪攀聖稜線，即是由此路線登上品田山，再往大霸與雪山縱走，此隊在新達與品田山之間積雪的草坡上滑雪，引起從未見過滑雪的匹亞南泰雅嚮導高度興趣，於是在品田山往布秀蘭山的中途雪坡上教導匹亞南泰雅嚮導滑雪。:187-209:180
在中橫公路、宜蘭支線開通、武陵農場開闢後，現今一般登山客登臨品田山，主要係經由雪霸國家公園步道系統中的四秀線與聖稜線。四秀線可自武陵山莊登山口起登桃山或池有山，並順訪喀拉業山及品田山；聖稜線亦自武陵登山口啟程，經由桃山、池有山、品田山而轉往布秀蘭山，自此可往大霸尖山或雪山主峰，進入一般聖稜線行程。

## 景觀

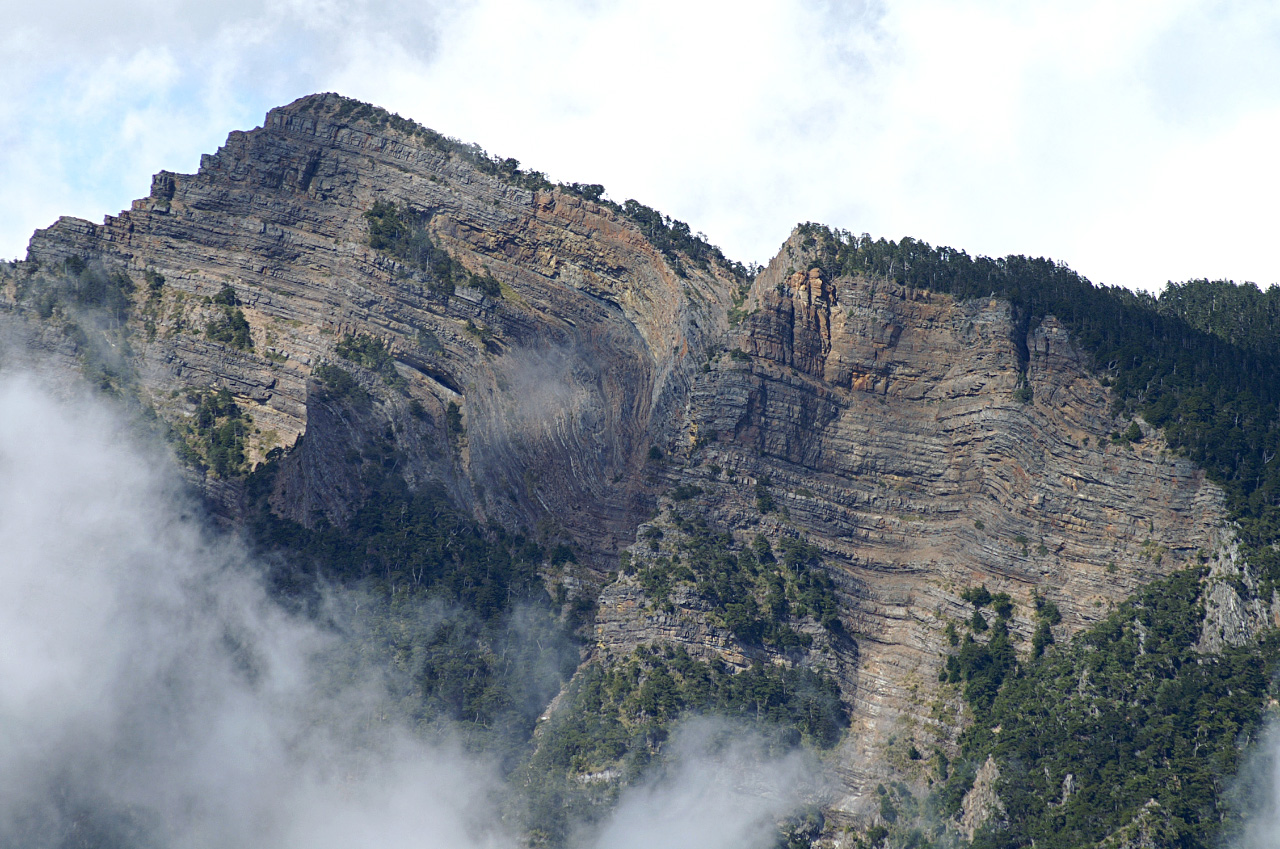
品田山南面的大皺摺地形。主峰在皺折凹陷處左側，前峰在右側。

品田山是東西狹長，南北極狹窄，且臨深谷。南面為「品田皺摺」，北側斷崖下，是塔克金溪的發源地，也是淡水河水系的最高源流。品田皺褶在西面參差錯斷，形成「品田斷崖」，為聖稜線上最具難度的關卡之一。日治時聖稜線縱走，由大霸尖山向南縱走至三叉點布秀蘭山，左右斷崖聳立、岩層絕壁有如地獄，左邊為品田山，稱為「赤鬼」，右邊為穆特勒布山，稱為「青鬼」。:78品田山東面地層緩斜，為與池有山相接的鞍部，有數座高山池遍佈在玉山箭竹草原之中；往西沿東稜上攀會經過數座冷杉與箭竹混生林，密林中亦有高山水池，隨即來到品田前峰（海拔3,442公尺），此處褶皺作用太過劇烈、南北兩側七家灣溪、塔克金溪向源侵蝕過強，只剩下偏南處僅存一線削瘦岩脊相連，他處則形成垂直的斷崖。此斷崖即是品田山大皺摺的凹陷處，是登臨品田山前難度較高的障礙。據鹿野忠雄調查，認為在品田山東面緩傾面，即品田前峰前後有南北並列4個冰河圈谷遺跡，標號為25、26、27、28，也是雪山山區調查中海拔最低的圈谷。:614:691-698:186-195

## 外部連結
- . Hikingbook Inc.   [2024-03-08]. （原始内容存档于2025-01-20）.
- . Hikingbook Inc.   [2024-03-08].
- 中華民國山岳協會 - 最初為「台灣山岳會」
- 雪霸聖稜線
- 聖稜線 （页面存档备份，存于） - 聖稜線步道稜脈圖 （页面存档备份，存于）
- 聖稜線 - 連峰照片
- 雪山山脈的聖稜、南稜與西南稜線 - 連峰照片
- 山情點滴─山與人的故事（页面存档备份，存于）